# الیسه مرتنس
الیسه مرتنس (هلندی: Elise Mertens؛ زادهٔ ۱۷ نوامبر ۱۹۹۵) تنیس‌بازحرفه ای اهل بلژیک است. او در ۱۰ می ۲۰۲۱ به رتبه نخست تنیس دونفره زنان جهان رسید. سومین بلژیکی است که پس از کیم کلاستر و جاستین هنین به رتبه برترین تنیسورهای جهان هم در تنیس تک نفره و هم در تنیس دوبل رسیده است. مرتنز ۴ بار قهرمان تنیس دونفره شده با همکاری آرینا سابالنکا در مسابقات اوپن آمریکا در سال ۲۰۱۹، اوپن استرالیا ۲۰۲۱ و در مسابقات قهرمانی ویمبلدون ۲۰۲۱ و اوپن استرالیا ۲۰۲۴ با همکاری هسیه سیو-وی به این مقام دست پیدا کرده. او همچنین در مسابقات قهرمانی ویمبلدون ۲۰۲۲ با ژانگ شوای (تنیس‌باز) و مسابقات قهرمانی ویمبلدون ۲۰۲۳ با استورم ساندرز به مقام نایب قهرمانی دست پیدا کرده است.